# 大団円 (曲)
「大団円 feat.ZORN」（だいだんえん）は、RADWIMPSの楽曲で、ラッパー（ヒップホップMC）のZORNがラップで参加している。2023年7月4日にデジタルシングルとして発売された。

## 概要
日本プロサッカーリーグ（Jリーグ）が2023年にリーグ開幕から30周年を迎えるのに当たり、Jリーグが RADWIMPS に「Jリーグの新たな“アンセム”」として制作を委嘱した楽曲である。2023年2月16日にJリーグから制作が発表された。Jリーグが30周年を機に改めて掲げた「目指すべきイメージ」と、RADWIMPSの「既存の枠組みに捉われない音楽性」、「様々な形で常に挑戦を続ける姿」がマッチすることからの起用となった。RADWIMPSの作詞・作曲を手がける野田洋次郎は、Jリーグからの楽曲制作委嘱にあたり、サッカー選手の思い等を参考にするため、共通の知人を介して元サッカー日本代表の吉田麻也（日本プロサッカー選手会会長）と接触、メールで事前にインタビューを行っている。
2023年4月17日には、同年5月14日に国立競技場で行われる2023明治安田生命J1リーグ第13節・鹿島アントラーズ vs 名古屋グランパスの試合において、RADWIMPSがライブパフォーマンスを行い、アンセムを初披露することが発表された。
2023年5月8日には、楽曲のタイトルが『大団円』となること、また国立競技場でのライブパフォーマンスにラッパーのZORNが参加すること、さらに同日のライブパフォーマンスには吹奏楽部・合唱部・ダンス部に所属する中高生とのコラボレーションが実施されることが明らかにされた。
2023年5月14日の楽曲初披露では、上述の中高生に加え、一般公募の中高生が合唱やフラッグアップのセレモニーに参加。RADWIMPSとZONEの楽曲のバックでは平原慎太郎振付によるダンスとのコラボレーションが実施された。
2023年7月7日に公式ミュージックビデオが公開された。
また、2023年8月7日には初披露時のライブパフォーマンスの映像が公開された。

## 収録曲
| #  | タイトル             | 作詞             | 作曲       |
| -- | -------------------- | ---------------- | ---------- |
| 1. | 「大団円 feat.ZORN」 | 野田洋次郎・ZORN | 野田洋次郎 |